# Assylschan Mamytbekow

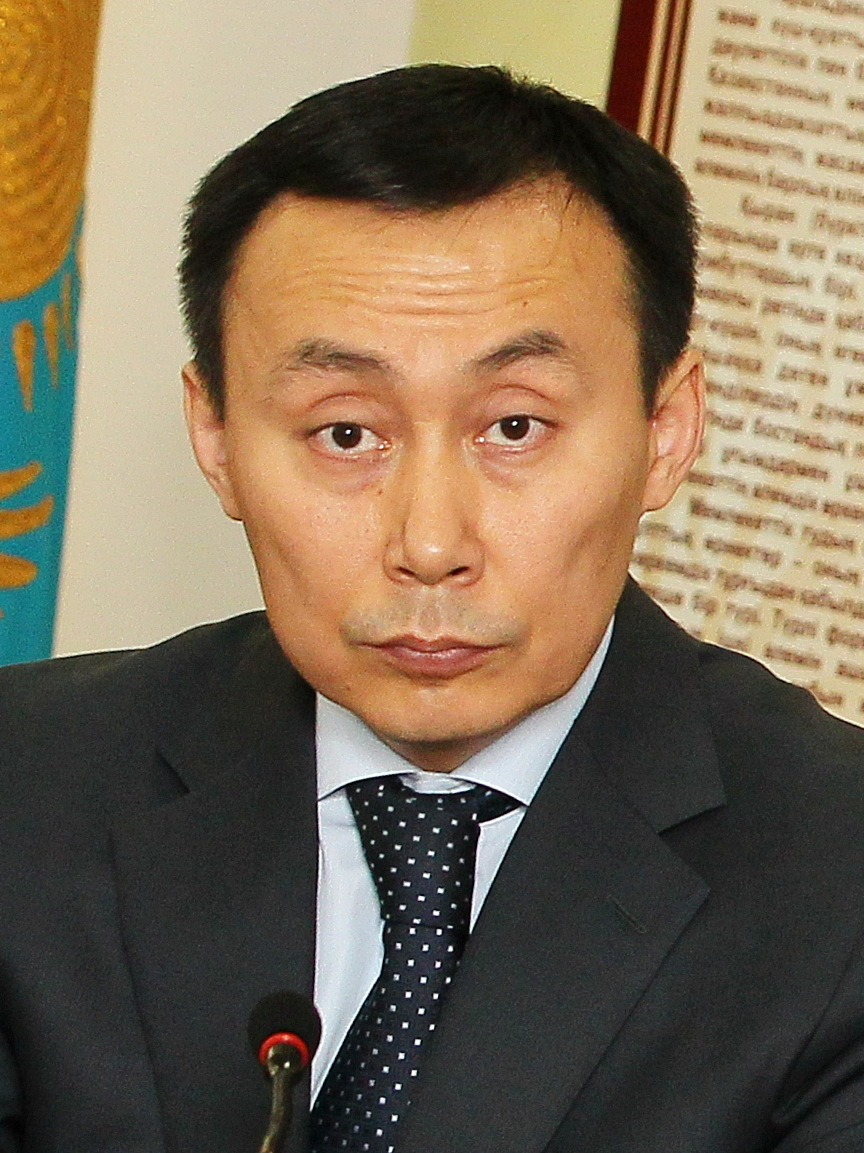
Mamytbekow (2016)

Assylschan Sarybajuly Mamytbekow (kasachisch Асылжан Сарыбайұлы Мамытбеков, russisch Асылжан Сарыбаевич Мамытбеков Assylschan Sarybajewitsch Mamytbekow; * 17. September 1968 in Tschimkent, Kasachische SSR) ist ein kasachischer Politiker.

## Leben
Assylschan Mamytbekow wurde 1968 in Tschimkent in Südkasachstan geboren. Er studierte an der Staatlichen Kasachischen Kirow-Universität in Alma-Ata, wo er 1992 einen Abschluss erlangte. 1996 kam ein weiterer Abschluss am Institut für Volkswirtschaft hinzu.
Nach seinem Abschluss arbeitete er bis 1998 als wissenschaftlicher Mitarbeiter an der Kasachischen Akademie der Wissenschaften am Institut für Staatswesen und Recht. Von 1998 bis 1999 war er stellvertretender Vorsitzender des Landesverwaltungsausschusses des Gebietes Qostanai und anschließend für kurze Zeit stellvertretender Leiter der Finanzverwaltung des Gebietes Qostanai. Zwischen 2000 und 2003 war er schließlich Leiter der Finanzverwaltung des Gebietes Qostanai. Im Anschluss daran war er bis 2004 stellvertretender Äkim (Gouverneur) des Gebietes Qostanai und dann von 2004 bis 2006 stellvertretender Bürgermeister der kasachischen Hauptstadt Astana. Von 2006 bis 2007 war er stellvertretender Äkim von Südkasachstan und von 2007 bis 2008 dann stellvertretender Leiter des Büros des kasachischen Premierministers. Zwischen November 2008 und 2011 leitete er als Vorstandsvorsitzender die nationale Holdinggesellschaft KazAgro. Am 11. April 2011 wurde er im Kabinett von Premierminister Kärim Mässimow zum neuen Landwirtschaftsminister ernannt. Nach Protesten gegen eine geplante Landreform in Kasachstan trat Mamytbekow am 6. Mai 2016 als Landwirtschaftsminister zurück, nachdem Präsident Nursultan Nasarbajew ihm und dem Wirtschaftsminister Jerbolat Dossajew vorgeworfen hatte, die Reform der Öffentlichkeit ungenügend erklärt zu haben.